# Премия «Небьюла» за лучший сценарий
Премия «Небьюла» за лучший сценарий (англ. Nebula Award for Best Script) — награда, которая вручалась Американской ассоциацией писателей-фантастов (SWFA) за сценарий, написанный для научно-фантастического или фэнтези фильма или эпизода телесериала, который был выпущен на английском языке в США или в интернете в предыдущем календарном году. Награда считалась «самой важной американской наградой в области научной фантастики» и «научно-фантастическим и фэнтезийным аналогом» премии «Эмми».

## История
Премия «Небьюла» за лучший сценарий вручалась с 1974 по 1978 год и с 2000 по 2009 год. В разное время она называлась по-разному: в 1974, 1975 и 1977 годах — «Лучшее драматическое представление» (англ. Best Dramatic Presentation), в 1976 году — «Лучшее драматическое произведение» (англ. Best Dramatic Writing) . В 2010 году награду перестали вручать, а вместо неё была учреждена премия Рэя Брэдбери за лучшее драматическое представление (англ. The Ray Bradbury Award for Outstanding Dramatic Presentation). Хотя новая награда не относится к «Небьюле», её вручают вместе с другими наградами «Небьюлы» и она подчиняется правилам и процедурам «Небьюлы».

## Процесс выбора
Номинанты и победители выбираются членами Американской ассоциацией писателей-фантастов, хотя сами номинанты не обязаны быть членами SWFA. Работа могла быть выдвинута на премию в течение года после выхода, таким образом это давало возможность работам быть выдвинутым в следующем календарном году после выхода и участвовать в финальном голосовании ещё через год. В предварительный список голосования включались работы, который получили десять или более номинаций. После этого среди членов SFWA проходило тайное голосование, в котором определялся окончательный список. Однако организационный комитет имел право добавить в него дополнительного претендента.

## Статистика
За 15 лет существования, награда за лучший сценарий была вручена 14 раз, включая специальную награду 1978 года фильму «Звёздные войны. Эпизод IV: Новая надежда». В 1977 году награда никому не была вручена, так как ни одна работа не набрала наибольшего количества голосов.
Больше всего номинаций и побед получила трилогия «Властелин колец» — три (по одной награде за каждый фильм). Фильмы о Бэтмене Кристофера Нолана, «Звёздный крейсер «Галактика»», «Баффи — истребительница вампиров» и «Доктор Кто» по два раза номинировались на премию, но ни разу её не выиграли. Хаяо Миядзаки, Кристофер Нолан, Джосс Уидон и сценаристы «Властелина колец» Фрэн Уолш, Филиппа Бойенс и Питер Джексон, трижды номинировались на награду.

## Победители и номинанты
*  Победители
 +  Победитель не был выбран
| Год  | Автор(ы) | Работа                                                                      | Издатель(и)                                         | Пр.    |
| ---- | --- | --------------------------------------------------------------------------- | --------------------------------------------------- | ------ |
| 1974 | Стэнли Гринберг (сценарий), Гарри Гаррисон (оригинальный роман)                                                              | «Зелёный сойлент»                                                           | Metro-Goldwyn-Mayer                                 | [ 7 ]  |
| 1974 | Майкл Крайтон | «Мир Дикого Запада»                                                         | Metro-Goldwyn-Mayer                                 | [ 7 ]  |
| 1974 | Брюс Джей Фридман | «Парилка»                                                                   | Public Broadcasting Service                         | [ 7 ]  |
| 1974 | Брайан Мур (сценарий, оригинальный роман)                                                                                    | «Католики»                                                                  | ITV                                                 | [ 7 ]  |
| 1975 | Вуди Аллен | «Спящий»                                                                    | United Artists                                      | [ 8 ]  |
| 1975 | Кристофер Ишервуд и Дон Бакарди (сценарий), Мэри Шелли (оригинальный роман)                                                  | «Франкенштейн: Правдивая история»                                           | NBC                                                 | [ 8 ]  |
| 1975 | Рене Лалу и Ролан Топор (сценарий), Стефан Вуль (оригинальный роман)                                                         | «Дикая планета»                                                             | Argos Films                                         | [ 8 ]  |
| 1976 | Мел Брукс и Джин Уайлдер (сценарий), Мэри Шелли (оригинальный роман)                                                         | «Молодой Франкенштейн»                                                      | United Artists                                      | [ 9 ]  |
| 1976 | Джон Карпентер и Дэн О`Бэннон                                                                                                | «Тёмная звезда»                                                             | Jack H. Harris Enterprises                          | [ 9 ]  |
| 1976 | Л. К. Джонс (сценарий) Харлан Эллисон (оригинальная повесть)                                                                 | «Парень и его собака»                                                       | LQ/JAF                                              | [ 9 ]  |
| 1976 | Уильям Харрисон (сценарий, оригинальный рассказ)                                                                             | «Роллербол»                                                                 | United Artists                                      | [ 9 ]  |
| 1977 | не присуждалась |                                                                             |                                                     | [ 10 ] |
| 1977 | Харлан Эллисон | Harlan! Harlan Ellison Reads Harlan Ellison                                 | Alternative World Recordings                        | [ 10 ] |
| 1977 | Дэвид Зелаг Гудман (сценарий), Уильям Ф. Нолан и Джордж Клэйтон Джонсон (оригинальный роман)                                 | «Бегство Логана»                                                            | United Artists                                      | [ 10 ] |
| 1977 | Пол Майерсберг (сценарий), Уолтер Тевис (оригинальный роман)                                                                 | «Человек, который упал на Землю»                                            | Columbia Pictures                                   | [ 10 ] |
| 1978 | Джордж Лукас | «Звёздные войны»                                                            | 20th Century Fox                                    | [ 11 ] |
| 2000 | М. Найт Шьямалан | «Шестое чувство»                                                            | Hollywood Pictures                                  | [ 12 ] |
| 2000 | Роберт Авреш (сценарий), Джейн Йолен (оригинальный роман)                                                                    | «Дьявольская арифметика»                                                    | Showtime Networks                                   | [ 12 ] |
| 2000 | Брэд Бёрд и Тим Маккэнлис (сценарий), Тед Хьюз (оригинальный роман)                                                          | «Стальной гигант»                                                           | Warner Bros.                                        | [ 12 ] |
| 2000 | Джон Миллермэн | The Uranus Experiment: Part 2                                               | Private Black Label                                 | [ 12 ] |
| 2000 | Ларри и Эндрю Вачовски | «Матрица»                                                                   | Warner Bros.                                        | [ 12 ] |
| 2001 | Дэвид Говард и Роберт Гордон                                                                                                 | «В поисках Галактики»                                                       | DreamWorks                                          | [ 13 ] |
| 2001 | Фрэнк Дарабонт (сценарий), Стивен Кинг (оригинальный роман)                                                                  | «Зелёная миля»                                                              | Warner Bros.                                        | [ 13 ] |
| 2001 | Хаяо Миядзаки и Нил Гейман                                                                                                   | «Принцесса Мононокэ»                                                        | Studio Ghibli                                       | [ 13 ] |
| 2001 | Чарли Кауфман | «Быть Джоном Малковичем»                                                    | Propaganda Films                                    | [ 13 ] |
| 2001 | М. Найт Шьямалан | «Неуязвимый»                                                                | Touchstone Pictures                                 | [ 13 ] |
| 2001 | Кевин Смит | «Догма»                                                                     | View Askew Productions                              | [ 13 ] |
| 2002 | Джеймс Шэмус, Цай Гожун и Ван Хуэйлин (сценарий), Ван Дулу (оригинальный роман)                                              | «Крадущийся тигр, затаившийся дракон»                                       | Sony Pictures Classics                              | [ 14 ] |
| 2002 | Братья Коэн | «О, где же ты, брат?»                                                       | Touchstone Pictures                                 | [ 14 ] |
| 2002 | Том Десанто и Брайан Сингер (рассказ), Дэвид Хейтер (сценарий)                                                               | «Люди Икс»                                                                  | 20th Century Fox                                    | [ 14 ] |
| 2002 | Джосс Уидон | «Баффи — истребительница вампиров»: «The Body»                              | Fox Television Studios/Mutant Enemy Productions     | [ 14 ] |
| 2003 | Фрэн Уолш, Филиппа Бойенс и Питер Джексон (сценарий), Джон Р. Р. Толкин (оригинальный роман)                                 | «Властелин колец: Братство Кольца»                                          | New Line Cinema                                     | [ 15 ] |
| 2003 | Тед Эллиот и Терри Россио | «Шрек»                                                                      | DreamWorks                                          | [ 15 ] |
| 2003 | Майкл Тэйлор (сценарий), Стивен Кинг (оригинальная идея)                                                                     | «Мёртвая зона»: «Unreasonable Doubt»                                        | DreamWorks                                          | [ 15 ] |
| 2003 | Джосс Уидон | «Баффи — истребительница вампиров»: «Once More, With Feeling»               | Warner Bros.                                        | [ 15 ] |
| 2004 | Фрэн Уолш, Филиппа Бойенс, Стивен Синклер и Питер Джексон (сценарий), Джон Р. Р. Толкин (оригинальный роман)                 | «Властелин колец: Две крепости»                                             | New Line Cinema                                     | [ 16 ] |
| 2004 | Скотт Фрэнк и Джон Коэн (сценарий), Филип К. Дик (оригинальный рассказ)                                                      | «Особое мнение»                                                             | 20th Century Fox/DreamWorks                         | [ 16 ] |
| 2004 | Дэвид Гудман | «Футурама»: «Where No Fan Has Gone Before»                                  | Fox Broadcasting Company                            | [ 16 ] |
| 2004 | Хаяо Миядзаки, Синди Дэвис Ньюитт и Дональд Хьюитт                                                                           | «Унесённые призраками»                                                      | Studio Ghibli/The Walt Disney Company               | [ 16 ] |
| 2004 | Эндрю Стэнтон, Боб Питерсон и Дэвид Рейнольдс                                                                                | «В поисках Немо»                                                            | Pixar/The Walt Disney Company                       | [ 16 ] |
| 2005 | Фрэн Уолш, Филиппа Бойенс и Питер Джексон (сценарий), Джон Р. Р. Толкин (оригинальный роман)                                 | «Властелин колец: Возвращение короля»                                       | New Line Cinema                                     | [ 17 ] |
| 2005 | Брэд Бёрд | «Суперсемейка»                                                              | Pixar/The Walt Disney Company                       | [ 17 ] |
| 2005 | Дж. Мэки Грубер и Эрик Бресс                                                                                                 | «Эффект бабочки»                                                            | New Line Cinema                                     | [ 17 ] |
| 2005 | Чарли Кауфман и Мишель Гондри                                                                                                | «Вечное сияние чистого разума»                                              | Focus Features                                      | [ 17 ] |
| 2006 | Джосс Уидон | «Миссия «Серенити»»                                                         | Universal Studios/Mutant Enemy Productions          | [ 18 ] |
| 2006 | Карла Робинсон, Брэдли Томпсон и Дэвид Уиддл                                                                                 | «Звёздный крейсер „Галактика“»: «Act of Contrition/You Can't Go Home Again» | Sci-Fi Channel                                      | [ 18 ] |
| 2007 | Хаяо Миядзаки, Синли Дэвис Хьюитт и Дональд Хьюитт                                                                           | «Ходячий замок»                                                             | Studio Ghibli                                       | [ 19 ] |
| 2007 | Кристофер Нолан и Дэвид Гойер                                                                                                | «Бэтмен: Начало»                                                            | Warner Bros.                                        | [ 19 ] |
| 2007 | Майкл Тэйлор | «Звёздный крейсер „Галактика“»: «Unfinished Business»                       | Sci-Fi Channel                                      | [ 19 ] |
| 2007 | Стивен Моффат | «Доктор Кто»: «The Girl in the Fireplace»                                   | BBC Cymru Wales/BBC One                             | [ 19 ] |
| 2008 | Гильермо дель Торо | «Лабиринт фавна»                                                            | Picturehouse                                        | [ 20 ] |
| 2008 | Альфонсо Куарон, Тимоти Сэкстон, Дэвид Арата, Марк Фергус и Хоук Остби (сценарий), Филлис Дороти Джеймс (оригинальный роман) | «Дитя человеческое»                                                         | Universal Studios                                   | [ 20 ] |
| 2008 | Стивен Моффат | «Доктор Кто»: «Blink»                                                       | BBC Cymru Wales/BBC One                             | [ 20 ] |
| 2008 | Кристофер Нолан и Джонатан Нолан (сценарий), Кристофер Прист (оригинальный роман)                                            | «Престиж»                                                                   | Touchstone Pictures                                 | [ 20 ] |
| 2008 | Лана и Эндрю Вачовски (сценарий), Дэвид Ллойд (оригинальный графический роман)                                               | «V — значит вендетта»                                                       | Warner Bros.                                        | [ 20 ] |
| 2008 | Марк Скотт Зикрии и Майкл Ривз                                                                                               | «Звёздный путь: Новые приключения»: «World Enough and Time»                 | Cawley Entertainment Company/The Magic Time Company | [ 20 ] |
| 2009 | Эндрю Стэнтон, Джим Рирдон и Пит Доктер                                                                                      | «ВАЛЛ-И»                                                                    | Pixar/The Walt Disney Company                       | [ 21 ] |
| 2009 | Кристофер Нолан, Джонатан Нолан и Дэвид Гойер                                                                                | «Тёмный рыцарь»                                                             | Warner Bros.                                        | [ 21 ] |
| 2009 | Брэд Райт | «Звёздные врата: Атлантида»: «The Shrine»                                   | Metro-Goldwyn-Mayer                                 | [ 21 ] |

## Заметки
1. ↑  «Звёздные войны» получили специальную премию «Небьюла» в 1978 году. Других работ номинировано не было